# ビオ数
ビオ数（ビオすう、英: Biot number）は伝熱に関する無次元量であり、固体内部の熱伝導と、表面からの熱伝達量の比率である。その名はフランスの物理学者ジャン＝バティスト・ビオの名前に因んでいる。
ビオ数が、1を越えれば、固体内部の熱伝導が遅いことを示し、固体内部の温度勾配が無視できないことを示す。

## 定義
ビオ数Bi は次式で定義される：
{\displaystyle Bi={\frac {hL}{\lambda }}}
ここで
- h - 熱伝達率
- L - 代表長さ
- λ - 固体の熱伝導率

である。式の形はヌセルト数と同じであるが、ビオ数は固体側の熱伝導率を用い、ヌセルト数は流体の熱伝導率を用いる。

## 使用例
熱伝導率λ、厚さL の1枚の板を考える。一方の面の温度がT1 に保たれ、他方の面には温度T∞ の流体が接して熱伝達率h の対流熱伝達が生じているとする。流体が接している側の壁面温度をTw 、伝熱面面積をA とする。このとき、「固体内部の熱伝導」＝「流体の熱伝達」、すなわち
{\displaystyle \lambda {\frac {A(T_{1}-T_{\mathrm {w} })}{L}}=hA(T_{\mathrm {w} }-T_{\infty })}
が成り立つ。これを無次元形式に書き直すと
{\displaystyle {\frac {T_{1}-T_{\mathrm {w} }}{T_{\mathrm {w} }-T_{\infty }}}={\frac {hL}{\lambda }}=Bi}
となり、この伝熱現象はビオ数で記述できることが分かる。